# جديدات الزعانف
جديدات الزعانف هي طويئفة (صف) من شعاعيات الزعانف، تنقسم إلى تحت طويفتين هما: العظميات (تتضمن معظم الأسماك العظمية الموجودة اليوم) وكاملات العظام (الأنواع الحية من سمك الرمح والبوفن، بالرغم من أن هذه المجموعة هي شبه عرق).

## المميزات
في الحقيقة لا يُوجد أصل فعلي لتسمية هذه المجموعة الغريبة، فجديدات الزعانف لم تكن تملك زعانف جديدة من الأساس، بالرغم من أن هناك بعض التغيرات البسيطة في زعانفها بالمقارنة مع شعاعيات الزعانف الأقدم. فعرض القاعدة وارتفاع الزعنفة هما متساويان في كل من الزعنفتين الظهرية والشرجية، وهذه من العلامات المميزة لهذه المجموعة. كما أن الزعنفة الذيلية أصبحت أكثر تناظراً (حيث أن كلا فصيها العلوي والسفلي متساويا الحجم تقريباً)، لكن هذه الأسماك لم تكتسب زعانف ذيلية دقيقة التناظر حتى بزوغ العظميات. وهكذا فإن مدى التغير في الزعانف لدى هذه المجموعة هو في الحقيقة طفيف وغير مؤثر. ومن الغريب أيضاً أن جميع الأشياء الأخرى تقريباً في جديدات الزعانف قد تغيرت، في حين أن الزعانف هي من الاستثناءات القليلة من هذا. مثل حراشفها التي أصبحت أكثر صلابة، ومراكزها الفقرية (الجسم الرئيسي للفقرة) التي تظهر نسيجاً عظمياً ملحوظاً أكثر من ذي قبل. وقد طرأ تغير أيضاً على أسلوب حركة هذه الأسماك، حيث أصبحت قادرة على السباحة بسرعة أكبر. كما أن مفاصل فكوكها تطورت بشكل ملحوظ وأصبحت أكثر مرونة.

## التصنيف
- رتبة الSemionotiformes (منقرضة)
- دون طائفة الكاملات العظام
  - رتبة سمك الرمح
  - رتبة آمييات
- دون طائفة عظميات
  - فوق رتبة أشباه عظميات اللسان
    - رتبة عظميات اللسان
    - رتبة Hiodontiformes وتشمل عين القمر وgoldeye

  - فوق رتبة إلوبيات الشكل
    - رتبة إلوبيات, وتشمل إلوبes والالطربون
    - رتبة أسماك العظم, السمكة عظميةes
    - رتبة أشباه ظهريات الشوكة, وتشمل halosaurs وثعبان سبيني ايلs
    - رتبة أنقليس, الtrue أنقليسs
    - رتبة أنقليسيات مبتلعة, وتشمل أنقليسيات مبتلعة

  - فوق رتبة صابوغيات
    - رتبة صابوغيات, وتشمل سمك مملحs وبلمية

  - فوق رتبة أوستاريفيات
    - رتبة جونورينشيفورمس, وتشمل أسماك السلمانيes
    - رتبة شبوطيات الشكل, وتشمل بارب، سمك الشبوط، دانيو، سمك ذهبيes, شبوطيات الشكل، minnows, راسبوراs
    - رتبة كراسين, وتشمل كراسينs, جولدن بنسيل فيشes, أسماك الفأس التي تعيش في الماء العذبes, بيراناs, تتراs.
    - رتبة سكينيات الشكل, وتشمل أنقليس رعادs و سكينيات الشكل
    - رتبة سلوريات الشكل, السلوريات الشكلes

  - فوق رتبة شوكيات الزعانف البدائية
    - رتبة فضيات الشكل, وتشمل سمك ذو رأس شفافs و slickheads (formerly in Osmeriformes)
    - رتبة سلمون, وتشمل سلمون, شار قطبي شمالي  [لغات أخرى]‏, و سلمون مرقط
    - رتبة كراكيات الpike
    - رتبة هفيات الشكل, وتشمل هفياتs و الجالاكسيدايs

  - فوق رتبة ممتدات الزعانف (may belong in Protacanthopterygii)
    - رتبة سمكة هلامية الأنف, السمكة هلامية الأنف
    - رتبة فمويات الشكل, وتشمل هلبية الفمs و marine hatchetfishes

  - فوق رتبة مزماريات (may belong in Protacanthopterygii)
    - رتبة مزماريات, وتشمل Bombay duck وlancetfishes

  - فوق رتبة فانوسيات الأنوف
    - رتبة فانوسيات الأنوف, وتشمل أسماك فانوسيةes

  - فوق رتبة براقيات
    - رتبة براقيات, وتشمل سمك مجدافي، قيصانة وعنجيليات

  - فوق رتبة ذوات اللحى
    - رتبة ذوات اللحى, الذوات اللحىes

  - فوق رتبة نظيرات شوكيات الزعانف
    - رتبة بيركوبسيفورميس, وتشمل cavefishes وtrout-perches
    - رتبة متعلجمات, المتعلجمات
    - رتبة أبو الشص, وتشمل أبو الشصes
    - رتبة الغادسيات, وتشمل قدs
    - رتبة الأفعوانيات, وتشمل pearlfishes

  - فوق رتبة شوكيات الزعانف
    - رتبة بوري, البوري (سمك)
    - رتبة حساسات, وتشمل حساسات وأسماك قوس قزحes
    - رتبة الإبريات, وتشمل سمك طائرes
    - رتبة أسماك الحيتان, الأسماك الحيتانes
    - رتبة بطحيشيات الشكل, وتشمل أسماك ولودة، killifishes
    - رتبة ستيفانو بيرسيفورمس, وتشمل ridgeheads
    - رتبة عنقديات الشكل, وتشمل الفانج توزs و pineconefishes
    - رتبة ضوريات, وتشمل ضوري (سمك)
    - رتبة جوبيسوسيداي, الجوبيسوسيدايes[3]
    - رتبة زمريات البحر وتشمل أبو شوكةs
    - رتبة زماريات البحر, وتشمل فرس البحرs و سمكة أنبوبيةes[4]
    - رتبة الثعبانيات الخيشومية, وتشمل swamp eels
    - رتبة ينفوخيات الشكل, وتشمل الموليدي، سمكة المبردes و ينفوخية
    - رتبة السمك المفلطح, الالسمك المفلطحes
    - رتبة عقربيات البحر, وتشمل عقارب البحرes و الإسقلبينيناتs
    - رتبة فرخيات وتشمل 40% من الأسماك ككل وأسماك الجورامي المتسلقةs, bass، بلطيةs, قوبيونية، جوراميةs,